# Don Newton
Don Newton (12 novembre 1934 - 19 août 1984) était un dessinateur de comics de nationalité américain.

## Biographie
Donald L. Newton naît le 12 novembre 1934 en Virginie. Il passe cependant l'essentiel de sa jeunesse en Arizona. Il commence à dessiner dans les années 1960 pour des fanzines et obtient un diplôme d'enseignant en art. Ce n'est qu'en 1974 qu'il est engagé par Charlton Comics où il dessine surtout des récits d'horreur. À la même époque, il dessine les aventures du Fantôme, le personnage créé par Lee Falk. Il quitte ensuite Charlton pour Marvel Comics où lui sont confiés des travaux d'encrage sur des séries de kung-fu et sur Ghost Rider. En 1977, il est engagé par DC Comics où il dessine Aquaman, The New Gods, Shazam et Batman. Il revient en 1979 chez Marvel où il travaille sur les Vengeurs avant de revenir chez DC sur Green Lantern et Infinity, Inc. Il meurt le 19 août 1984 d'un cancer de la gorge.